# Яринское
Яринское — деревня в Калязинском районе Тверской области. Входит в состав Нерльского сельского поселения.

## География
Деревня расположена в 15 км на юг от центра поселения села Нерль и в 39 км на юг от райцентра города Калязина на автодороге 28К-0579 Сергиев Посад — Череповец.

## История
Село Яринское впервые упоминается в Дмитровской Писцовой книге 1627-29 года, где оно значится за дмитровцем Дмитрием Степановым сыном Ртищевым. В селе показаны деревянная церковь Михаила Архангела, да другая ветхая церковь Макария Колязинского Чудотворца. В клировой ведомости 1796 года сказано о начале строительства каменной церкви Успения Пересвятой Богородицы в 1793 году. В 1798 году Успенская церковь с 3 престолами была построена.
В конце XIX — начале XX века село входило в состав Нагорской волости Калязинского уезда Тверской губернии. В 1888 году в селе было 67 дворов, кузница, земская школа (119 учеников), жители уходили в "отход" на фабрики Твери и Москвы.
С 1929 года деревня являлась центром Яринского сельсовета Нерльского района Кимрского округа Московской области, с 1935 года — в составе Калининской области, с 1956 года в составе — Калязинского района, с 1994 года — в составе Яринского сельского округа, с 2005 года — в составе Нерльского сельского поселения.

## Население
| 1859 | 1888 | 2002 | 2010 |
| ---- | ---- | ---- | ---- |
| 366  | ↘351 | ↘196 | ↗222 |

## Инфраструктура
В деревне имеются Яринская основная общеобразовательная школа, детский сад, фельдшерско-акушерский пункт, отделение почтовой связи.

## Достопримечательности
В деревне расположена действующая Церковь Успения Пресвятой Богородицы (2017).